# Duropox
Duropox è una resina ad indurimento rapido a base epossidica utilizzata in molteplici applicazioni, dai pavimenti autolivellanti conduttivi, rivestimenti antisdrucciolo fino ad applicazioni artistiche e plastiche tra le quali le più rilevanti sono la creazione di bigiotteria di stile hippie.